# Мельникова, Лидия Никитична
Ли́дия Ники́тична Ме́льникова (8 (20) марта 1879, Севастополь, Таврическая губерния, Российская империя — 8 апреля 1955, Рига, Латвийская ССР, СССР) — русская советская театральная актриса. Заслуженная артистка Латвийской ССР (1945). Народная артистка Латвийской ССР (1949).

## Биография
Ли́дия Ники́тична Мельникова родилась в семье чиновника. Её отец был одним из председателей городской думы Севастополя. Училась в Керченском Институте благородных девиц. Творческую деятельность начала как актриса Рижского артистического общества в 1899 году. С 1901 по 1920 год выступала в Театре Корша, театрах Одессы и Харькова у Н. Н. Синельникова. После эмиграции в Латвию, с 1921 по 1955 год актриса Русского Рижского драматического театра.

## Творчество
Часто исполняла роли мудрых женщин, обладавших весомым жизненным опытом, часто старой женщины или матери. Наполняла свои роли гражданским значением, сердечностью и добротой, простотой и неподражаемым добродушным чувством юмора.
Наиболее значительные и запомнившиеся роли, сыгранные Лидией Мельниковой на сцене рижского театра: Глафира Фирсовна в комедии А. Н. Островского «Последняя жертва» (1922,  1937); Матрёна в «Горячем сердце» (1922); Мурзавецкая в «Волки и овцы» (1922); Домна Пантелеевна «Таланты и поклонники» (1924, 1940). Большой успех у театральной публики имело её мастерское воплощение образа Огудаловой в постановке «Бесприданницы» (1928); также примечательны её роли  Гурмыжской «Лес» (1931), Кабанихи «Гроза» (1938), Шабловой «Одна любовь» (1948). Театральные критики отмечали чувственную, духовно глубокую и новаторскую интерпретацию женских  персонажей А. Н. Островского, которой отличалась актриса Лидия Мельникова.
Другие роли: Каренина — «Живой труп» (1921); Толбухина — «Плоды образования» (1927), Матрёна, «Власть тьмы» (по пьесам Льва Толстого) (1930); Екатерина Вторая – «Золотая книга любви» (по пьесе Алексея Толстого); Анна Андреевна — «Ревизор»; Коробочка — «Мёртвые души» (1923); Фёкла — «Женитьба» (1941); Бережкова — «Обрыв» (И. А. Гончаров) (1922, 1938); Пестова — «Дворянское гнездо» И. С. Тургенева  (1922, 1949); Марселина — «Безумный день или женитьба Фигаро» (Пьер Огюстен де Бомарше) (1922); Москалёва, «Дядюшкин сон» по Ф. М. Достоевскому (1924); Мотылькова — «Слава» В. Гусева (1940); Мотя в постановке по пьесе А. Н. Афиногенова «Машенька» (1941); блестяще воплотила образ Арины Родионовны в постановке «Наш современник» по Константину Паустовскому (1949).
В латышской драматургии воплощала образы реалистических, психологически и эмоционально мотивированных персонажей с внутренним духовным стержнем: Роплаиниете, «Блудный сын» Р. Блауманиса (1928, 1937); Вешериене в постановке «Огни» (по пьесе Р. Блауманиса) (1931); госпожа Далбиня в постановке латышского писателя и драматурга Эдварда Вульфа «Праздник в Скангале» (1936); Анете в постановке по произведению Яниса Акуратерса «Счастливый хозяин» (1939).
Ли́дия Ники́тична Мельникова умерла 8 апреля 1955 года в Риге, похоронена на кладбище Райниса.

## Награды
- 1945 — Заслуженная артистка Латвийской ССР.
- 1949 — Народная артистка Латвийской ССР[2].
- 1950 — Орден Трудового Красного Знамени